# Antonia Uzal y Amada de Rivero
Antonia Uzal y Amada de Rivero (Madrid, 1842?–1901) va ser una cantant d'òpera espanyola.
Nascuda a Madrid, habitualment se cita el 4 de març de 1842, tanmateix Baltasar Saldoni afirma que és probable que nasqués abans, perquè va començar les classes de cant el 1847.
Va assistir a classes de cant amb Hilarión Eslava i, després, amb Antonio Cordero, i de declamació lírica amb Juan Jiménez. Addicionalment, i durant poc temps, va assistir a classes al Reial Conservatori Superior de Música de Madrid, on va ser alumna de Francesc Frontera de Valldemossa.
El 16 de novembre de 1861, mentre encara aficionada i en col·laboració amb un establiment benèfic, va cantar al teatre de Valladolid com a protagonista de l'òpera Norma. Professionalment, el seu debut va ser a Saragossa amb algunes sarsueles, després estigué durant dos anys a l'Havana, i de tornada a Espanya, cantà al Teatre de la Zarzuela de Madrid, entre d'altres d'importància d'arreu de l'estat sempre assumint el paper de prima donna, com el Teatre Romea de Múrcia, però també ocasionalment a fora, per exemple a Lisboa el 1869.
Va morir el 1901.